# Țada, Hunzah
Țada (în rusă Цада) este un sat, unica localitate a așezării rurale Țada din raionul Hunzah, Daghestan, Federația Rusă. 

## Personalități născute aici
- Rasul Gamzatov (1923 - 2003), poet daghestanez.